# Ledtjärnen (Revsunds socken, Jämtland, 696665-145946)
Ledtjärnen är en sjö i Bräcke kommun i Jämtland och ingår i Ljungans huvudavrinningsområde.